# Бог любит Уганду
Бог любит Уганду (англ. God Loves Uganda) — американский документальный фильм 2013 года режиссёра и продюсера Роджера Росса Уильямса, премьера которого состоялась на кинофестивале «Сандэнс» в 2013 году. В нём исследуются связи между евангелизмом в Северной Америке и Уганде, предполагая, что влияние Северной Америки является причиной спорного Закона Уганды о борьбе с гомосексуализмом, который в какой-то момент поднял возможность смертной казни для геев и лесбиянок. Создатели фильма следят за группой молодых миссионеров из Международного Дома Молитвы в их первой миссионерской деятельности в другой стране, а также берут интервью у нескольких евангелических лидеров из США и Уганды. 
На создание фильма «Бог любит Уганду» Уильямс вдохновился, когда встретил Дэвида Като, ЛГБТ-активиста, убитого в 2011 году якобы в результате ограбления. Като рассказал, что существует нерассказанная история ущерба, который американские евангелисты-фундаменталисты наносят Уганде; о коварной природе их агрессивных усилий по сбору молодых, невостребованных душ для проповеди евангелия любви, переплетающегося с евангелием нетерпимости.
Голландская премьера фильма состоялась на кинофестивале Movies that Matter в Нидерландах в 2014 году.

## Реакция
В конце мая 2014 года фильм был показан на нескольких каналах PBS в США в рамках сериала «Независимый объектив». В ответ Международный Дом Молитвы опубликовал на своём веб-сайте часто задаваемые вопросы о фильме «Бог любит Уганду», где даны ответы на ряд вопросов, поднятых в документальном фильме. Веб-сайт Right Wing Watch впоследствии раскритиковал этот ответ. 

### Критика
Джо Мирабелла из The Huffington Post назвал его «самым ужасающим фильмом года»; Тим Ву из Slate и Билл Блезек из Omaha World-Herald назвали фильм «тревожным». С другой стороны, Джон Г. Стэкхаус-младший из «Christianity Today» раскритиковал фильм за «евангелофобию» и торговлю «пропагандой», сравнив его с фильмом 2006 года «Лагерь Иисуса». На сайте-агрегаторе рецензий Rotten Tomatoes фильм имеет рейтинг одобрения 100% на основе 29 рецензий и среднюю оценку 7,67 из 10.

### Награды
Фильм «Бог любит Уганду» получил следующие награды:
- Премия Full Frame Inspiration на Фестивале полнометражного документального кино[англ.][14]
- Большой приз жюри за лучший документальный фильм на Международном кинофестивале в Далласе[англ.] 2013 года[15]
- Лучший полнометражный документальный фильм на Фестивале независимого кино в Эшленде[англ.][16]
- Документальный фильм, приз зрительских симпатий на фестивале горного кино[17]
- Лучший документальный фильм на кинофестивале DocuWest[18]
- Приз молодёжного жюри Шеффилда на фестивале Sheffield Doc/Fest[англ.][19]
- Большой приз жюри «Розовый персик» на кинофестивале в Атланте[20]
- Приз жюри за документальный фильм на Международном фестивале фильмов о геях и лесбиянках в Тампе[англ.][21]